# Клан ювелірів
Клан ювелірів — український серіал 2015 року. Онлайн прем'єра відбулася 10 серпня 2015, телевізійна - 17 серпня.

## Синопсис
1983 рік. Відслуживши у радянській армії, Георгій Метревелі з Кутаїсі та Борис Кравець із Полтави вирушають до Львова, щоб навчитися ювелірній майстерності. Там вони обоє закохуються у дівчину Олену, яка обирає Георгія. Ця подія відкриває шлях до протистояння, яке розгоряється більш ніж через 20 років, коли діти ворогуючих сімей, Зоя і Тимур, закохуються один в одного.

## Виробництво
Автором сценарію стала Тетяна Гнідаш, яка має у своєму арсеналі розробку сюжетів серіалів «Безсмертник», «Дворняжка Ляля», «Сашка», «Маруся». Сценарієм передбачено 95 серій, поділених на п'ять частин. Сюжет містить у собі мотиви шекспірівської «Ромео і Джульєтти», вулфівської «Ювеліра та герцогині», «Хрещеного батька» Маріо П'юзо, «Багаті і знамениті» Алехандро Ромая.
Серіал був створений продакшн компанією «Front Cinema», що входить до складу холдингу «Медіа Група Україна».
Зйомки розпочалися у травні 2015 року, триватимуть півроку, і відбуватимуться у режимі нон-стоп. Зйомки ведуться у Києві (район Воздвиженка) та Київській області (село Горбовичі). Львів же у картині буде представлений видами вулиць та панорамою.

## Реліз
10 серпня 2015 року о 18.00 відбувся допрем'єрний онлайн показ серіалу на каналі телеканалу «Україна» у YouTube. У телеефір серіал вийшов 17 серпня о 18.00.

## Рейтинги
Телесеріал, за даними Індустріального телевізійного комітету, за період з 17 по 23 серпня в середньому отримав рейтинг 2,97% та частку 13% за аудиторією «18+, вся Україна», та рейтинг 3,52% з часткою 14,29% за комерційною аудиторією каналу «18+, 50 тис.+». При цьому сам телеканал «Україна» за цей період отримав менші показники: рейтинг 1,63% та частку 10,99% за «18+, вся Україна», та рейтинг 1,75% з часткою 11,6% за «18+, 50 тис.+».